# 34330 Bissoondial
34330 Bissoondial este o planetă minoră (asteroid), cu un diametru de 2,586 km, din centura de asteroizi. A fost descoperită pe 31 august 2000 la Experimental Test Site⁠(d) de Lincoln Near-Earth Asteroid Research. 
Obiectul prezintă o orbită caracterizată de o semiaxă mare de 2,2657394 UAi, o excentricitate de 0,11, o înclinație de 5,29755 ° în raport cu ecliptica.